# Валерий Чкалов (фильм)
«Валерий Чкалов» — художественный фильм 1941 года. Восстановлен на Киностудии им. М. Горького в 1962 году.
Биографический фильм о лётчике-испытателе Валерии Чкалове.

## Сюжет
Валерию Чкалову — лучшему военному лётчику — скучно летать в рамках уставов и инструкций, он стремится совершать головокружительные виражи, сверхнизкие полёты, мёртвые петли и т. п. Когда его командир Алёшин (Батя) в разговоре с любимой девушкой Чкалова на мосту через Неву в Ленинграде уговаривает её помочь бесшабашному пилоту взять себя в руки, Чкалов, неправильно истолковав их свидание, дерзко пролетает на своей машине прямо под мостом. За это его отчисляют со службы.
Несколько лет великий лётчик тянет лямку на грузовом самолёте, уделяет время семье (любимая стала его женой), растит детей. Но вот к нему приезжает Батя, который знает, что выходки Чкалова — не зряшное лихачество, а стремление добиться максимального лётного умения, чтобы в случае войны побеждать врагов. Батя приглашает Чкалова испытателем на авиазавод, где молодой конструктор Мухин (прототип — Николай Поликарпов, машины которого в реальности испытывал Чкалов) разрабатывает новую модель истребителя-моноплана. Достоинства самолёта Мухина с блеском доказаны Чкаловым во время показательного воздушного поединка на авиапараде. Правда, ему не сразу удается посадить машину из-за того, что заело шасси. Но он ни за что не хочет выброситься с парашютом и, резко вращая самолёт фигурами высшего пилотажа, добивается того, что шасси всё-таки сработало. Его упорство произвело впечатление на главного зрителя парада — Сталина. Вождь беседует с лётчиком и внушает ему, что играть своей жизнью не следует, а смертельный риск должен быть оправдан великой целью.
Чкалов заново обдумывает смысл своей жизни и работы. В это время он теряет старшего друга — Батю, который получил смертельное ранение из-за того, что в экспериментальном полёте, подчиняясь инструкциям, «наступил себе на горло».
Наконец, Чкалову доверяют грандиозную задачу — трансарктический перелёт в США. Во главе с ним экипаж из трёх пилотов отважно пролетает над Северным полюсом и, несмотря на многочисленные трудности, успешно приземляется в Америке. Чкалов приветствует перед собравшейся толпой американский народ, раздаёт автографы и рассказывает журналисту-американцу о размере своего богатства — 170 миллионов, но не долларов, а советских людей, которые его поддерживают.
Заключительный разговор между Чкаловым и его верным механиком Пал Палычем происходит перед новейшей мощной машиной. Прославленный лётчик делится с собеседником своими надеждами на будущее — лететь туда, куда только проникает мысль человеческая.

## Трюки
Режиссёру Михаилу Калатозову не очень нравился сценарий картины, содержащий много пафоса и героики. При подготовке к съёмкам Калатозов услышал от лётчиков историю о пилоте, который еще до революции пролетел под одним из мостов Санкт-Петербурга. Режиссёру пришла в голову идея добавить в фильм романтическую линию, добавив сцену, в которой Валерий Чкалов пролетает под мостом, чтобы показать свою удаль.
22 и 23 октября 1940 года в рамках съёмок фильма лётчик Евгений Иванович Борисенко 6 раз (по другим данным — 4 раза) пролетел под Кировским мостом (название Троицкого моста с 1934 по 1991 годы) на гидросамолёте Ш-2. В титрах фильма фамилия Борисенко отсутствует.
Впоследствии распространилась легенда о том, что Валерий Чкалов пролетел под мостом Равенства (название Троицкого моста с 1918 по 1934 годы) в Ленинграде в 1926—1928 году на самолёте-истребителе Fokker D.XI, чтобы впечатлить
будущую жену Ольгу.

## В ролях
- Владимир Белокуров — Валерий Чкалов
- Ксения Тарасова — Ольга Чкалова
- Василий Ванин — Пал Палыч, бортмеханик
- Пётр Берёзов — Георгий Байдуков
- Сергей Яров — Александр Беляков, штурман
- Борис Жуковский — командир Алёшин (Батя)
- Семён Межинский — Серго Орджоникидзе
- Игорь Смысловский — Мухин, конструктор
- Фёдор Богданов — дед Ермолай
- Михаил Геловани — Иосиф Сталин (в «восстановленном» варианте отсутствует)
- Ирина Зарубина — заслуженная артистка
- Аркадий Райкин — американский журналист
- Марк Бернес — комментатор на авиапараде (в титрах не указан)
- Борис Андреев — механик (в титрах не указан)
- Серафима Бирман — американка (в титрах не указана)

## Съёмочная группа
- Сценарий:
  - Георгий Байдуков
  - Дмитрий Тарасов
  - Борис Чирсков
- Режиссёр: Михаил Калатозов
- Оператор: Александр Гинцбург
- Директор картины: Яков Анцелович
- 2-й режиссёр: Семён Деревянский
- Композитор: Венедикт Пушков
- Художник: Александр Блэк
- Звукооператоры:
  - Арнольд Шаргородский
  - Евгений Нестеров
- Ассистенты режиссёра: А. Гольдбурт
- Монтаж: Д. Ландер
- Художник-гример: Василий Горюнов
- Комбинированные съёмки оператор: Борис Хренников